# Tetsuya Harada
Tetsuya Harada (原田哲也?, Harada Tetsuya; Chiba, 14 giugno 1970) è un pilota motociclistico giapponese, ritiratosi dall'attività agonistica, campione del mondo della classe 250 nel 1993.

## Carriera

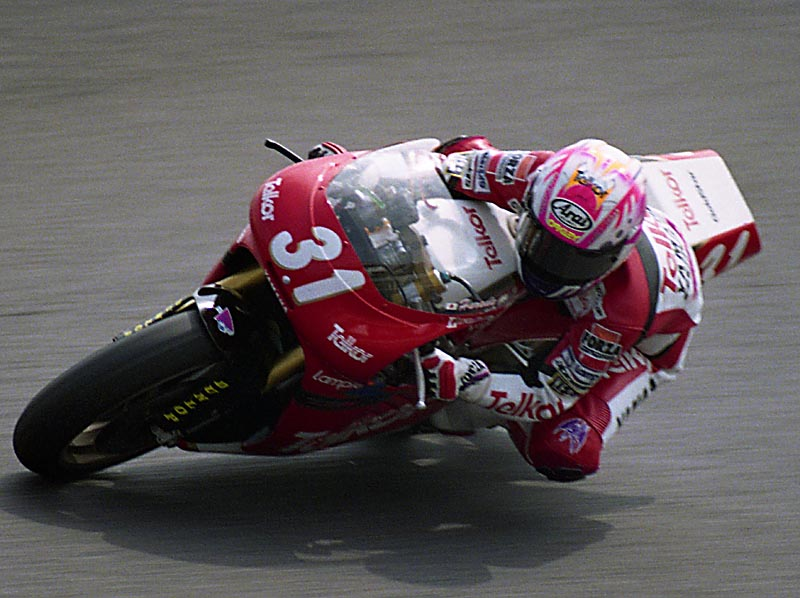
Harada nel Gran Premio del Giappone 1993

Corse in moto fin dalla giovane età; nel 1988 divenne campione nazionale categoria junior nella classe 125. Nel 1990 venne notato dalla Yamaha, che lo fece esordire nel motomondiale nella classe 250 al Gran Premio del Giappone. Nello stesso anno fu vicecampione giapponese della 250, avvenimento confermato nel 1991 ma non nel 1992, anno in cui vinse il titolo nazionale.
Nel 1993 corse il campionato mondiale della "due e mezzo" vincendolo al termine di un duello con l'italiano Loris Capirossi: 197 punti e quattro primi posti per il nipponico, 193 lunghezze e tre successi per l'italiano. I duelli in pista generarono una forte rivalità tra i due. L'annata seguente, costellata da tanti infortuni, lo vide lontano dalle posizioni di rilievo e soprattutto dalle vittorie, mentre nel 1995 tornò al successo nel Gran Premio di Spagna e arrivò secondo in classifica generale alle spalle di Max Biaggi.
Nel 1996, dopo un inizio di stagione promettente (fu primo nel Gran Premio dell'Indonesia e secondo in Spagna e in Malaysia), una serie di ritiri lo allontanarono dalla lotta per il titolo, facendogli chiudere la stagione all'ottavo posto. Nel 1997 passò all'Aprilia e in questa annata vinse tre gare (quelle disputate in Francia, Paesi Bassi e Germania) e arrivò terzo nella graduatoria conclusiva.
Nel 1998 lottò ancora per la vittoria del titolo, ma nell'ultima gara una caduta causata da un contatto con Loris Capirossi lo privò della gioia mondiale: il nipponico si sentì defraudato e denunciò Capirossi alla giustizia sportiva, ma il pilota italiano venne successivamente assolto. Al termine di questa annata, Harada passò nella classe 500 ma dopo due stagioni (10º nel 1999 e 16º nel 2000) decise di ritornare nella 250. Le tre vittorie ottenute in "due e mezzo" nella stagione 2001 e i 273 punti in classifica non gli bastarono a bissare il titolo del 1993: questa volta venne preceduto in classifica dal connazionale Daijirō Katō.
Nel 2002 venne ingaggiato dal team Pramac Honda Racing e fu iscritto in MotoGP con una Honda NSR500, ma una stagione sostanzialmente anonima, culminata con la 17ª piazza e con i 47 punti raggranellati, lo convinse a ritirarsi dall'agonismo. Harada, insieme a Biaggi, Capirossi e Rossi, è stato uno dei piloti più rappresentativi dell'Aprilia, con cui corre in 250cc nel 1997 e 1998, con la stessa casa italiana corre nel 1999 e 2000 in 500cc e nel 2001 dove tornò competitivo rientrando in 250.
Ha ottenuto maggiori riscontri nella 250cc battagliando con avversari quali Biaggi, Capirossi, Jacque e Waldmann, inoltre è riuscito ad essere uno dei pochi piloti a vincere un titolo mondiale alla sua prima stagione completa in 250cc nel 1993.

## Risultati nel motomondiale

### Classe 250
| 1990 | Classe | Moto   |   |  |  |  |  |  |  |  |  |  |  |  |  |  |  |  | Punti | Pos. |
| ---- | ------ | ------ | - |  |  |  |  |  |  |  |  |  |  |  |  |  |  |  | ----- | ---- |
| 1990 | 250    | Yamaha | 7 |  |  |  |  |  |  |  |  |  |  |  |  |  |  |  | 9     | 27º  |

| 1991 | Classe | Moto   |   |  |  |  |  |  |  |  |  |  |  |  |  |  |  |  | Punti | Pos. |
| ---- | ------ | ------ | - |  |  |  |  |  |  |  |  |  |  |  |  |  |  |  | ----- | ---- |
| 1991 | 250    | Yamaha | 6 |  |  |  |  |  |  |  |  |  |  |  |  |  |  |  | 10    | 24º  |

| 1992 | Classe | Moto   |     |  |  |  |  |  |  |  |  |  |  |  |  |  |  |  | Punti | Pos. |
| ---- | ------ | ------ | --- |  |  |  |  |  |  |  |  |  |  |  |  |  |  |  | ----- | ---- |
| 1992 | 250    | Yamaha | Rit |  |  |  |  |  |  |  |  |  |  |  |  |  |  |  | 0     |      |

| 1993 | Classe | Moto   |   |   |   |   |   |   |   |     |   |     |   |     |   |   |  |  | Punti | Pos. |
| ---- | ------ | ------ | - | - | - | - | - | - | - | --- | - | --- | - | --- | - | - |  |  | ----- | ---- |
| 1993 | 250    | Yamaha | 1 | 2 | 1 | 1 | 6 | 6 | 2 | Rit | 3 | Rit | 6 | Rit | 5 | 1 |  |  | 197   | 1º   |

| 1994 | Classe | Moto   |    |  |   |   |     |   |     |   |   |   |     |   |   |   |  |  | Punti | Pos. |
| ---- | ------ | ------ | -- |  | - | - | --- | - | --- | - | - | - | --- | - | - | - |  |  | ----- | ---- |
| 1994 | 250    | Yamaha | NP |  | 9 | 7 | Rit | 7 | Rit | 2 | 8 | 4 | Rit | 3 | 3 | 5 |  |  | 109   | 7º   |

| 1995 | Classe | Moto   |   |   |   |   |   |   |    |   |   |   |   |   |   |  |  |  | Punti | Pos. |
| ---- | ------ | ------ | - | - | - | - | - | - | -- | - | - | - | - | - | - |  |  |  | ----- | ---- |
| 1995 | 250    | Yamaha | 2 | 2 | 4 | 1 | 2 | 2 | NP | 5 | 2 | 2 | 5 | 2 | 2 |  |  |  | 220   | 2º   |

| 1996 | Classe | Moto   |   |   |     |   |   |   |    |     |    |     |   |     |  |  |  |  | Punti | Pos. |
| ---- | ------ | ------ | - | - | --- | - | - | - | -- | --- | -- | --- | - | --- |  |  |  |  | ----- | ---- |
| 1996 | 250    | Yamaha | 2 | 1 | Rit | 2 | 6 | 3 | 10 | Rit | NP | Rit | 9 | Rit |  |  |  |  | 104   | 8º   |

| 1997 | Classe | Moto    |   |   |   |     |    |   |   |   |   |   |   |   |   |   |   |  | Punti | Pos. |
| ---- | ------ | ------- | - | - | - | --- | -- | - | - | - | - | - | - | - | - | - | - |  | ----- | ---- |
| 1997 | 250    | Aprilia | 2 | 3 | 2 | Rit | 17 | 1 | 1 | 5 | 1 | 2 | 2 | 3 | 4 | 4 | 5 |  | 235   | 3º   |

| 1998 | Classe | Moto    |   |   |     |   |   |   |     |   |   |   |    |   |     |     |  |  | Punti | Pos. |
| ---- | ------ | ------- | - | - | --- | - | - | - | --- | - | - | - | -- | - | --- | --- |  |  | ----- | ---- |
| 1998 | 250    | Aprilia | 4 | 1 | Rit | 3 | 1 | 1 | Rit | 2 | 1 | 1 | 10 | 2 | Rit | Rit |  |  | 200   | 3º   |

| 2001 | Classe | Moto    |   |   |   |   |   |   |    |    |   |   |   |   |   |   |   |   | Punti | Pos. |
| ---- | ------ | ------- | - | - | - | - | - | - | -- | -- | - | - | - | - | - | - | - | - | ----- | ---- |
| 2001 | 250    | Aprilia | 2 | 3 | 2 | 2 | 1 | 2 | 24 | 18 | 3 | 1 | 3 | 2 | 1 | 2 | 2 | 6 | 273   | 2º   |

| Legenda | 1º posto        | 2º posto            | 3º posto            | A punti      | Senza punti        | Grassetto – Pole position Corsivo – Giro più veloce |
| Legenda | Gara non valida | Non qual./Non part. | Ritirato/Non class. | Squalificato | '-' Dato non disp. | Grassetto – Pole position Corsivo – Giro più veloce |

### Classe 500
| 1999 | Classe | Moto    |    |     |     |   |   |   |    |   |   |   |    |    |     |    |    |    | Punti | Pos. |
| ---- | ------ | ------- | -- | --- | --- | - | - | - | -- | - | - | - | -- | -- | --- | -- | -- | -- | ----- | ---- |
| 1999 | 500    | Aprilia | 13 | Rit | Rit | 3 | 4 | 4 | 11 | 3 | 7 | 5 | 13 | 11 | Rit | 15 | 12 | 11 | 104   | 10º  |

| 2000 | Classe | Moto    |     |    |     |    |    |     |   |    |     |     |    |    |     |    |    |    | Punti | Pos. |
| ---- | ------ | ------- | --- | -- | --- | -- | -- | --- | - | -- | --- | --- | -- | -- | --- | -- | -- | -- | ----- | ---- |
| 2000 | 500    | Aprilia | Rit | 12 | Rit | 11 | 10 | Rit | 9 | 12 | Rit | Rit | 14 | 14 | Rit | 13 | 13 | 14 | 38    | 16º  |

| Legenda | 1º posto        | 2º posto            | 3º posto            | A punti      | Senza punti        | Grassetto – Pole position Corsivo – Giro più veloce |
| Legenda | Gara non valida | Non qual./Non part. | Ritirato/Non class. | Squalificato | '-' Dato non disp. | Grassetto – Pole position Corsivo – Giro più veloce |

### MotoGP
| 2002 | Classe | Moto  |    |    |    |     |    |    |    |    |     |    |    |    |    |     |    |    | Punti | Pos. |
| ---- | ------ | ----- | -- | -- | -- | --- | -- | -- | -- | -- | --- | -- | -- | -- | -- | --- | -- | -- | ----- | ---- |
| 2002 | MotoGP | Honda | 11 | 12 | 10 | Rit | 10 | 13 | 13 | 11 | Rit | 15 | 10 | 13 | 15 | Rit | 14 | 14 | 47    | 17º  |

| Legenda | 1º posto        | 2º posto            | 3º posto            | A punti      | Senza punti        | Grassetto – Pole position Corsivo – Giro più veloce |
| Legenda | Gara non valida | Non qual./Non part. | Ritirato/Non class. | Squalificato | '-' Dato non disp. | Grassetto – Pole position Corsivo – Giro più veloce |